# Estadio Noevir Kobe
El Estadio Misaki Park (御崎公園球技場 Misaki Kōen Kyūgijō?), también llamado Estadio Noevir Kobe (ノエビアスタジアム神戸 Noebia Sutajiamu Kōbe?), es un estadio multipropósito en el Parque Misaki, de la ciudad portuaria de Kōbe, capital de la Prefectura de Hyōgo, en Japón. El estadio fue inaugurado en 2001 con miras a albergar una de las sedes de la Copa Mundial de Fútbol de 2002, posee una capacidad para 28 996 espectadores y es el estadio donde juega de local el club Vissel Kobe en la J1 League.
Está situado a 5 km del centro de Kobe / 5 minutos a pie desde la estación Misaki Park o desde la estación Wada Misaki.

## Copa Mundial de Fútbol de 2002
Durante la Copa Mundial de Fútbol de 2002 se jugaron en el Estadio Home's Stadium Kobe los siguientes encuentros:

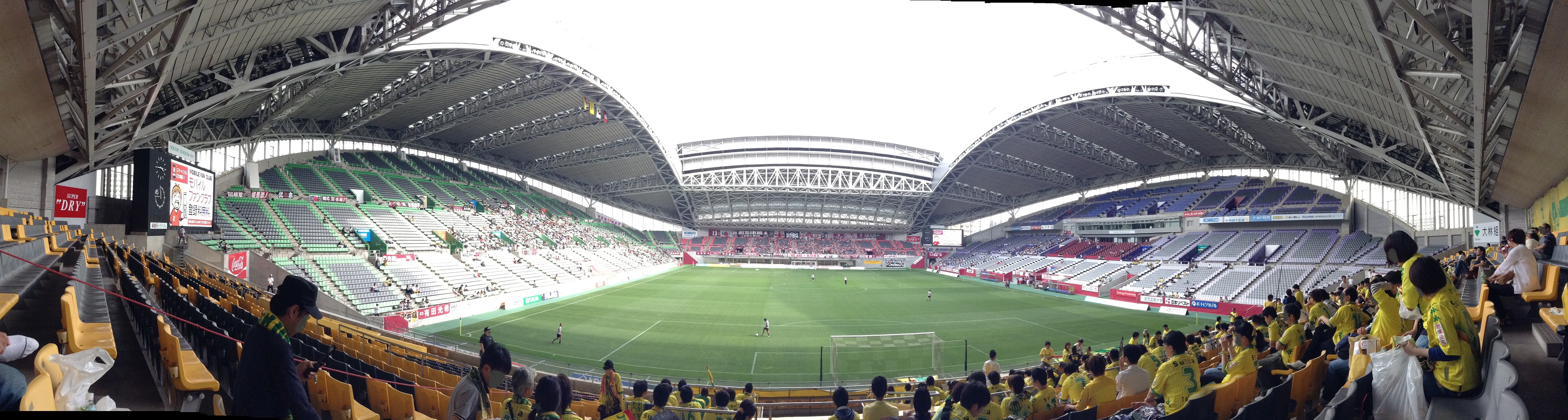
Imagen panorámica del estadio.

| fecha       | fase                  | Equipo | Resultado | Equipo  |
| ----------- | --------------------- | ------ | --------- | ------- |
| 5 de junio  | Primera fase, Grupo H | Rusia  | 2 - 0     | Túnez   |
| 7 de junio  | Primera fase, Grupo F | Suecia | 2 - 1     | Nigeria |
| 17 de junio | Octavos de final      | Brasil | 2 - 0     | Bélgica |